# Parca inusitata
Parca inusitata là một loài bướm đêm trong họ Noctuidae.